# Teksturator
Teksturator – specjalizacja w obrębie grafiki komputerowej, a dokładnie – grafiki trójwymiarowej, polegająca na przygotowaniu tekstur, czyli obrazów, którymi pokrywa się siatki obiektów 3D. Teksturatorzy pracują w branży animacji oraz gier komputerowych.